# (100325) 1995 OC4
(100325) 1995 OC4 es un asteroide perteneciente al cinturón de asteroides, descubierto el 22 de julio de 1995 por el equipo del Spacewatch desde el Observatorio Nacional de Kitt Peak, Arizona, Estados Unidos.

## Designación y nombre
Designado provisionalmente como 1995 OC4.

## Características orbitales
1995 OC4 está situado a una distancia media del Sol de 2,387 ua, pudiendo alejarse hasta 2,619 ua y acercarse hasta 2,154 ua. Su excentricidad es 0,097 y la inclinación orbital 3,291 grados. Emplea 1347 días en completar una órbita alrededor del Sol.

## Características físicas
La magnitud absoluta de 1995 OC4 es 15,8. Tiene 1,773 km de diámetro y su albedo se estima en 0,323.